# حارة المجد الجنوبية (صنعاء)
حارة المجد الجنوبية هي إحدى حارات حي بير عبيد بمديرية السبعين إحد مديريات العاصمة اليمنية صنعاء، بلغ تعداد سكانها 3888 نسمة حسب تعداد اليمن لعام 2004.